# Ние не сме ангели (филм, 1955)
„Ние не сме ангели“ (на английски: We're No Angels) е американска комедия, излязла по екраните през 1955 година, режисирана от Майкъл Къртис с участието на Хъмфри Богарт в заглавната роля.

## Сюжет
На Коледа тримата затворници – Джоузеф, Албърт и Джулс бягат от Дяволския остров към малък пристанищен френски град, където планират да оберат местния магазин, за да се снабдят с пари и дрехи и да отплават с кораб към друго място. Представят се за майстори на покриви и предлагат своите услуги, но скоро разбират, че семейство Дукотел, което се канят да оберат не е в завидно финансово състояние. Те са експлоатирани от собственика на магазина и техен братовчед – Андре Тошар. Затворниците прекарват Коледната нощ със семейство Дукотел, които се отнасят така мило и гостпориемно с тях, че бегълците започват да им симпатизират и съчувстват. Вместо кражба, затворниците решават да окажат помощ на Дукотел, в която важна роля ще изиграе странния домашен любомец Адолф, свит на кълбо в плетената кошница...

## В ролите
| Изпълнител    | Роля                |
| ------------- | ------------------- |
| Хъмфри Богарт | Джоузеф             |
| Алдо Рей      | Албърт              |
| Питър Устинов | Жул                 |
| Джоуън Бенет  | Амели Дукотел       |
| Базил Ратбон  | Андре Трохард       |
| Лео Г. Керъл  | Феликс Дукотел      |
| Глория Талбот | Изабел Дукотел      |
| Джон Баер     | Пол Трохард         |
| Леа Пенман    | Мадам Парол, клиент |
| Джон Смит     | Доктор Арно         |